# František Plass
František Plass (Plzeň, 1944. április 18. – 2022. május 5.) csehszlovák válogatott cseh labdarúgó, hátvéd, középpályás, edző

## Pályafutása

### Klubcsapatban
1962 és 1976 között a Škoda Plzeň labdarúgója volt.

### A válogatottban
1968 és 1972 között 11 alkalommal szerepelt a csehszlovák válogatottban.

### Edzőként
1976 és 1981 között az RH Cheb csapatánál segédedzőként dolgozott. 1981 és 1984 között a Škoda Plzeň, 1985 és 1987 között a VTŽ Chomutov, 1988 és 1992 között a JZD Blšany, 1992-ben a Dukla Praha vezetőedzője volt. 1993–94-ben az FK Ústí nad Labem, 1994–95-ben a Slavia Karlovy Vary, 1995–96-ban az Union Cheb, 1996–97-ben az SK Rakovník, 1997–98-ban az FK Tachov szakmai munkáját irányította. 2000–01-ben a Viktoria Plzeň segédedzőként tevékenykedett.

## Statisztika

### Mérkőzései a csehszlovák válogatottban
| Csehszlovákia | Csehszlovákia        | Csehszlovákia                        | Csehszlovákia | Csehszlovákia | Csehszlovákia | Csehszlovákia | Csehszlovákia | Csehszlovákia |
| #             | Dátum                | Helyszín                             | Hazai         | Eredmény      | Vendég        | Kiírás        | Gólok         | Esemény       |
| ------------- | -------------------- | ------------------------------------ | ------------- | ------------- | ------------- | ------------- | ------------- | ------------- |
| 1.            | 1968. április 27.    | Pozsony, Tehelné pole                | Csehszlovákia | 3 – 0         | Jugoszlávia   | barátságos    | -             |               |
| 2.            | 1968. június 23.     | Pozsony, Tehelné pole                | Csehszlovákia | 3 – 2         | Brazília      | barátságos    | -             |               |
| 3.            | 1968. szeptember 25. | Koppenhága, Idrætsparken Stadion     | Dánia         | 0 – 3         | Csehszlovákia | vb-selejtező  | -             |               |
| 4.            | 1968. október 20.    | Pozsony, Tehelné pole                | Csehszlovákia | 1 – 0         | Dánia         | vb-selejtező  | -             |               |
| 5.            | 1969. április 16.    | Rotterdam, Feijenoord Stadion        | Hollandia     | 2 – 0         | Csehszlovákia | barátságos    | -             |               |
| 6.            | 1969. május 4.       | Dublin, Dalymount Park               | Írország      | 1 – 2         | Csehszlovákia | vb-selejtező  | -             |               |
| 7.            | 1969. május 25.      | Budapest, Népstadion                 | Magyarország  | 2 – 0         | Csehszlovákia | vb-selejtező  | -             |               |
| 8.            | 1969. szeptember 14. | Prága, Stadion Letná                 | Csehszlovákia | 3 – 3         | Magyarország  | vb-selejtező  | -             | 46'           |
| 9.            | 1972. április 26.    | Plzeň, Stadion ve Štruncových Sadech | Csehszlovákia | 6 – 0         | Luxemburg     | barátságos    | -             |               |
| 10.           | 1972. május 14.      | Göteborg, Ullevi Stadion             | Svédország    | 1 – 2         | Csehszlovákia | barátságos    | -             |               |
| 11.           | 1972. október 15.    | Bydgoszcz, Stadion Zawiszy           | Lengyelország | 3 – 0         | Csehszlovákia | barátságos    | -             |               |
|               | Összesen             |                                      |               | 11            | mérkőzés      |               | 0             | gól           |